# Taiobeiras
Taiobeiras – miasto i gmina w Brazylii, w stanie Minas Gerais.